# سجیلا
Capo

سجیلای بسته شده بر روی یک گیتار

سجیلا (به اسپانیایی: Cejilla) یا کاپو(کیپو: Capo) یا باره‌بند وسیله‌ای است که در عرض سیم‌های گیتار بسته می‌شود تا صدای آن‌ها را زیرتر کند.
نحوهٔ عملکرد سجیلا شبیه به یک تیغهٔ سردستهٔ متحرک می‌باشد که سیم‌ها را دقیقا در پشت یکی از فرت‌ها محکم به دستهٔ گیتار فشار می‌دهد. از سجیلا اصولا برای راحتی تنظیم کوک گیتار با گام صدای خواننده در آواز و همچنین جهت شفافیت بیش‌تر صدا مورد استفاده قرار می‌گیرد.
در تکنوازی، سجیلا را معمولاً در فرت دوم یا یکی از فرت‌های اول تا چهارم بسته می‌شود؛ استفاده از سجیلا در فرت‌های بالاتر بیش‌تر جهت همراهی می‌باشد.

## منبع
- مارتین، خوان (۱۳۷۹)، هنر گیتار فلامنکو، ج. یک، ترجمهٔ فرزاد امیرانی، فرزاد امیرانی، ص. ۲۰